# Seung lung chut hoi
Seung lung chut hoi – hongkoński komediowy film akcji z 1984 roku w reżyserii Philipa Chana.
Film zarobił 18 455 255 dolarów hongkońskich w Hongkongu.

## Obsada
Źródło: Filmweb

- Anthony Chan – uciekający biznesmen
- Lau Kar-wing – facet z dzieckiem
- Wing-Cho Yip – reżyser
- Melvin Wong – twardziel na basenie
- Fat Chung – Sherlock Holmes
- Ben Lam – Blindy
- James Tien – inspektor Tien
- Lam Ching-ying – Lo Kin/Flying Spider
- Philip Chan – inspektor Chan
- Deanie Ip – Anna
- Kara Hui – Yuen Hung/Mimi
- John Shum – Beethoven
- Richard Ng – Chau